# Mars 1816

## Événements

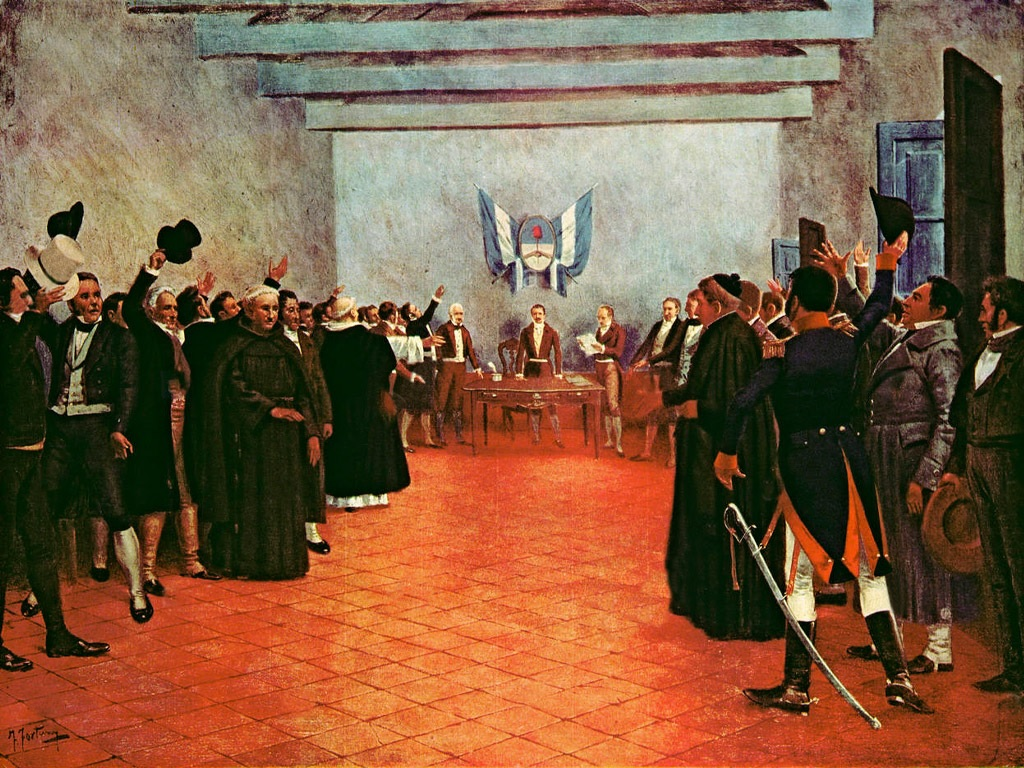
24 mars-9 juillet : congrès de Tucumán.

- 4 mars : ratification du traité de Segauli (en)[1]. Le Népal devient un protectorat des Indes britanniques et doit leur céder d’importants territoires. Le traité reconnaît l’autonomie du pays et prévoit l’installation d’un résident anglais à Katmandou.

- 16 mars : traité de Turin, 32 communes, pour certaines savoyardes et d'autres françaises, sont incorporées dans le canton de Genève ayant rejoint la Confédération suisse un an auparavant[2].

- 20 mars : le prince-régent, réfugié au Brésil, devient le nouveau roi de Portugal, sous le nom de Jean VI de Portugal (João VI)[3].

- 21 mars, France : ordonnance du 21 mars 1816. Réorganisation de l’Académie française : 11 membres sont expulsés et immédiatement remplacés.

- 24 mars : ouverture du congrès de Tucumán[4].

- 27 mars : 
  - Auguste Brunet et Jean-Baptiste Cochot déposent le brevet de la scie circulaire. Les premières scies circulaires, actionnées par l’eau, ne coupaient que le bois.
  - Franz Schubert compose les lieder Der Herbstabend et Ins stille Land.

## Décès
- 12 mars : Jacques-Pierre Champy (né en 1744), chimiste français.
- 23 mars : Georg Friedrich Hildebrandt (né en 1764), pharmacien, chimiste et anatomiste allemand.